# Die in Your Arms
Die in Your Arms is een nummer van de Canadese zanger Justin Bieber. Het nummer vormde de promotiesingle voor zijn derde studioalbum Believe. Voor het nummer werd de muziek gebruikt van het nummer "We've Got a Good Thing Going" van Michael Jackson.

## Hitnoteringen

### NederlandseSingle Top 100
| Hitnotering: (Week 1 t/m 2) 02-06-2012 t/m 09-06-2012 Hitnotering: (Week 3 t/m) 23-06-2012 t/m | Hitnotering: (Week 1 t/m 2) 02-06-2012 t/m 09-06-2012 Hitnotering: (Week 3 t/m) 23-06-2012 t/m | Hitnotering: (Week 1 t/m 2) 02-06-2012 t/m 09-06-2012 Hitnotering: (Week 3 t/m) 23-06-2012 t/m | Hitnotering: (Week 1 t/m 2) 02-06-2012 t/m 09-06-2012 Hitnotering: (Week 3 t/m) 23-06-2012 t/m | Hitnotering: (Week 1 t/m 2) 02-06-2012 t/m 09-06-2012 Hitnotering: (Week 3 t/m) 23-06-2012 t/m | Hitnotering: (Week 1 t/m 2) 02-06-2012 t/m 09-06-2012 Hitnotering: (Week 3 t/m) 23-06-2012 t/m | Hitnotering: (Week 1 t/m 2) 02-06-2012 t/m 09-06-2012 Hitnotering: (Week 3 t/m) 23-06-2012 t/m | Hitnotering: (Week 1 t/m 2) 02-06-2012 t/m 09-06-2012 Hitnotering: (Week 3 t/m) 23-06-2012 t/m | Hitnotering: (Week 1 t/m 2) 02-06-2012 t/m 09-06-2012 Hitnotering: (Week 3 t/m) 23-06-2012 t/m | Hitnotering: (Week 1 t/m 2) 02-06-2012 t/m 09-06-2012 Hitnotering: (Week 3 t/m) 23-06-2012 t/m | Hitnotering: (Week 1 t/m 2) 02-06-2012 t/m 09-06-2012 Hitnotering: (Week 3 t/m) 23-06-2012 t/m | Hitnotering: (Week 1 t/m 2) 02-06-2012 t/m 09-06-2012 Hitnotering: (Week 3 t/m) 23-06-2012 t/m | Hitnotering: (Week 1 t/m 2) 02-06-2012 t/m 09-06-2012 Hitnotering: (Week 3 t/m) 23-06-2012 t/m | Hitnotering: (Week 1 t/m 2) 02-06-2012 t/m 09-06-2012 Hitnotering: (Week 3 t/m) 23-06-2012 t/m | Hitnotering: (Week 1 t/m 2) 02-06-2012 t/m 09-06-2012 Hitnotering: (Week 3 t/m) 23-06-2012 t/m | Hitnotering: (Week 1 t/m 2) 02-06-2012 t/m 09-06-2012 Hitnotering: (Week 3 t/m) 23-06-2012 t/m | Hitnotering: (Week 1 t/m 2) 02-06-2012 t/m 09-06-2012 Hitnotering: (Week 3 t/m) 23-06-2012 t/m | Hitnotering: (Week 1 t/m 2) 02-06-2012 t/m 09-06-2012 Hitnotering: (Week 3 t/m) 23-06-2012 t/m | Hitnotering: (Week 1 t/m 2) 02-06-2012 t/m 09-06-2012 Hitnotering: (Week 3 t/m) 23-06-2012 t/m | Hitnotering: (Week 1 t/m 2) 02-06-2012 t/m 09-06-2012 Hitnotering: (Week 3 t/m) 23-06-2012 t/m | Hitnotering: (Week 1 t/m 2) 02-06-2012 t/m 09-06-2012 Hitnotering: (Week 3 t/m) 23-06-2012 t/m |
| Week:                                                                                          | 1                                                                                              | 2                                                                                              |                                                                                                | 3                                                                                              | 4                                                                                              | 5                                                                                              | 6                                                                                              | 7                                                                                              | 8                                                                                              | 9                                                                                              | 10                                                                                             | 11                                                                                             | 12                                                                                             | 13                                                                                             | 14                                                                                             | 15                                                                                             | 16                                                                                             | 17                                                                                             | 18                                                                                             | 19                                                                                             |
| ---------------------------------------------------------------------------------------------- | ---------------------------------------------------------------------------------------------- | ---------------------------------------------------------------------------------------------- | ---------------------------------------------------------------------------------------------- | ---------------------------------------------------------------------------------------------- | ---------------------------------------------------------------------------------------------- | ---------------------------------------------------------------------------------------------- | ---------------------------------------------------------------------------------------------- | ---------------------------------------------------------------------------------------------- | ---------------------------------------------------------------------------------------------- | ---------------------------------------------------------------------------------------------- | ---------------------------------------------------------------------------------------------- | ---------------------------------------------------------------------------------------------- | ---------------------------------------------------------------------------------------------- | ---------------------------------------------------------------------------------------------- | ---------------------------------------------------------------------------------------------- | ---------------------------------------------------------------------------------------------- | ---------------------------------------------------------------------------------------------- | ---------------------------------------------------------------------------------------------- | ---------------------------------------------------------------------------------------------- | ---------------------------------------------------------------------------------------------- |
| Positie:                                                                                       | 41                                                                                             | 87                                                                                             | uit                                                                                            | 68                                                                                             |                                                                                                |                                                                                                |                                                                                                |                                                                                                |                                                                                                |                                                                                                |                                                                                                |                                                                                                |                                                                                                |                                                                                                |                                                                                                |                                                                                                |                                                                                                |                                                                                                |                                                                                                |                                                                                                |

### VlaamseUltratop 50
| Hitnotering: 09-06-2012 | Hitnotering: 09-06-2012 | Hitnotering: 09-06-2012 |
| Week:                   | 1                       |                         |
| ----------------------- | ----------------------- | ----------------------- |
| Positie:                | 47                      | uit                     |